# HMS Valiant (1759)
HMS Valiant (Корабль Его Величества «Вэлиент») — 74-пушечный линейный корабль третьего ранга. Первый корабль Королевского флота, названный HMS Valiant. Первый линейный корабль типа Valiant, разработанного по образцу захваченного французского Invincible. Относился к так называемым «большим 74-пушечным кораблям», нёс на верхней орудийной палубе 24-фунтовые пушки, вместо 18-фунтовых у «обычных 74-пушечных». Заказан 21 мая 1757. Спущен на воду 10 августа 1759 года на королевской верфи в Чатеме. Его постройка, спуск и оснащение являются темой экспозиции «Деревянные стены» исторической верфи Чатем.
Принял участие во многих морских сражениях Семилетней войны, Войны за независимость США, Французских революционных войн, в том числе в Бою у острова Уэссан, Сражении у островов Всех Святых, Славном первом июня и Бою у острова Груа.

## Служба

### Семилетняя война
Во время Семилетней войны Valiant служил под командованием Августа Кеппеля.
В апреле — июне 1761 года Valiant, в качестве флагмана коммодора Августа Кеппеля, входил в состав эскадры направленной на захват острова Бель-Иль. Экспедиция прибыла к острову 6 апреля, однако первая попытка захвата острова, предпринятая генералом Джоном Крауфордом, окончилась неудачей. Высадившись на юге острова британцы столкнулись с ожесточённым сопротивлением и вынуждены были вернуться на свои корабли. Однако когда к эскадре присоединился отряд, который перед этим успешно захватил Мартинику, британцы предприняли вторую попытку, на этот раз высадившись на остров с севера. На этот раз им сопутствовала удача, войска высадились на берег, остров был блокирован, и после месячной осады капитулировал.
6 июня — 13 августа 1762 года он принимал участие в осаде Гаваны, которая в то время была важной испанской военно-морской базой в Карибском море. Осада города продолжалась больше двух месяцев, однако несмотря на эпидемию жёлтой лихорадки и упорное сопротивление противника, британцам в конце концов удалось завладеть двумя главными фортами, защищавшими вход в гавань города, и испанцы были вынуждены капитулировать. Англичанам досталась богатая добыча, в том числе и 13 линейных кораблей, находившихся в гавани, что составляло пятую часть всего испанского флота на тот момент.

### Война за независимость США
27 июля 1778 года Valiant, под командованием капитана Джона Левесона Говера, принял участие в сражении у острова Уэссан между британской эскадрой Огастеса Кеппеля из 30 линейных кораблей и французской эскадрой графа д’Орвилье из 29 линейных кораблей. Бой закончился с неопределённым результатом, потери с обеих сторон были относительно небольшими и ни один из кораблей не был захвачен.
31 декабря 1779 года Valiant, под командованием капитана Самуэля Гудалла, принял участие в кратком морском бою у острова Уайт, между британской эскадрой под командованием коммодора Чарльза Филдинга, и голландской эскадрой, которой командовал контр-адмирал Лодвейк ван Биландт, сопровождавшей конвой. Голландцы и англичане не были в состоянии войны, но англичане хотели осмотреть голландских «купцов» на предмет грузов, объявленных в Британии контрабандой и предназначенных для Франции, тогда участницы Американской войны за независимость. Биландт пытался избежать инспекции, предлагая взамен грузовые манифесты судов конвоя но, когда Филдинг настоял на обыске, Биландт удовлетворился кратким формальным сопротивлением, прежде чем спустить флаг.
9−12 апреля 1782 Valiant, под командованием капитана Самуэля Гудалла, принял участие в сражении у островов Всех Святых, самом крупном морском сражении XVIII века, между британским флотом адмирала Джорджа Родни и французским флотом вице-адмирала Поля де Грасса. Британская эскадра в нескольких местах прорвала британскую линию, в результате чего было захвачено 4 линейных корабля, а ещё один был потоплен. Однако, если бы не нерешительность родни. который отказался преследовать отступающий французский флот, количество захваченных призов было бы намного больше.
19 апреля 1782 года Valiant, в составе эскадры контр-адмирала Самуэля Худа из 10 линейных кораблей, в проливе Мона наткнулся на нескольких французов, которые отстали от остальной части флота. Худ начал преследование французских кораблей. Это оказались 64-пушечные Caton и Jason, фрегаты Aimable и Astree, и 18-пушечный корвет Ceres. Лучшие ходоки, обшитые медью британцы вскоре догнали французские корабли, и смогли отрезать и окружить их. Valiant захватил Jason и Caton ценой четырёх убитых и шести раненых, в то время как Magnificent захватил Aimable за счёт четырёх убитых и восемь раненых. Astree, однако, удалось бежать с минимальным ущербом.

### Французские войны
2 мая 1794 года Valiant, под командованием капитана Томаса Прингла, вместе с флотом Канала вышел в море на перехват важного французского конвоя с зерном из Северной Америки. Найдя 5 мая французский флот всё ещё в Бресте, эскадра повернула в Атлантику, с намерением встать между конвоем и его будущим охранением. 28 мая фрегаты лорда Хау обнаружили французский флот, но те оказались с наветра, так что британцам было затруднительно принудить их к бою. 29 мая Хау попытался с подветра прорвать французскую линию. С дюжину британских кораблей вступили с серьёзную перестрелку, и хотя некоторые имели повреждения, ни один не нуждался в помощи верфи, все остались в строю. Иначе обстояло у французов: нескольким пришлось вернуться в Брест, но их заменили 5 кораблей Нейи, которым повезло найти свой флот на следующий день. 1 июня оба флота сформировали линию на расстоянии 6 миль друг от друга. Valiant был шестнадцатым кораблём британской колонны. Когда Хау поднял сигнал прорезать линию противника, Valiant вступив в бой с 74-пушечным французским кораблём Patriote. дав по противнику несколько портовых залпов, он двинулся дальше и атаковал другой 74-пушечный корабль Achille, к этому времени сильно пострадавший от огня Queen Charlotte. После того как его противник лишился всех мачт и оказался в беспомощном состоянии, Valiant двинулся на помощь Royal-Sovereign. Всего в бою он потерял 2 человека убитыми и 9 ранеными.
12 июня 1795 года Valiant вместе с флотом Канала под командованием Александра Худа отплыл из Спитхеда чтобы обеспечить
высадку французских роялистов в бухте Киберон. 22 июня на западе от Бель-Иль был замечен французский флот. Французский адмирал Вилларе-Жуайёз не собирался вступать в бой и англичане устремились в погоню. Британский флот из 14 линейных кораблей, 5 фрегатов и 6 мелких судов, в течение суток преследовал французский (12 линейных кораблей) с зюйд-веста и загнал его к острову Груа. Места для отступления не осталось, и Вилларе-Жуайёз был вынужден принять бой. В результате был отбит бывший британский корабль HMS Alexander а также два французскими 74-пушечника Formidable и Tigre (впоследствии переименованный в Belleisle). Так завершился Бой у острова Груа.
В 1799 году Valiant был переведён на рейдовую службу, отправлен на слом и разобран в 1826 году.